# Dramaturgie (théâtre)
Pour les articles homonymes, voir Dramaturgie et Dramaturge.
 (décembre 2007).
Si vous disposez d'ouvrages ou d'articles de référence ou si vous connaissez des sites web de qualité traitant du thème abordé ici, merci de compléter l'article en donnant les références utiles à sa vérifiabilité et en les liant à la section « Notes et références ».

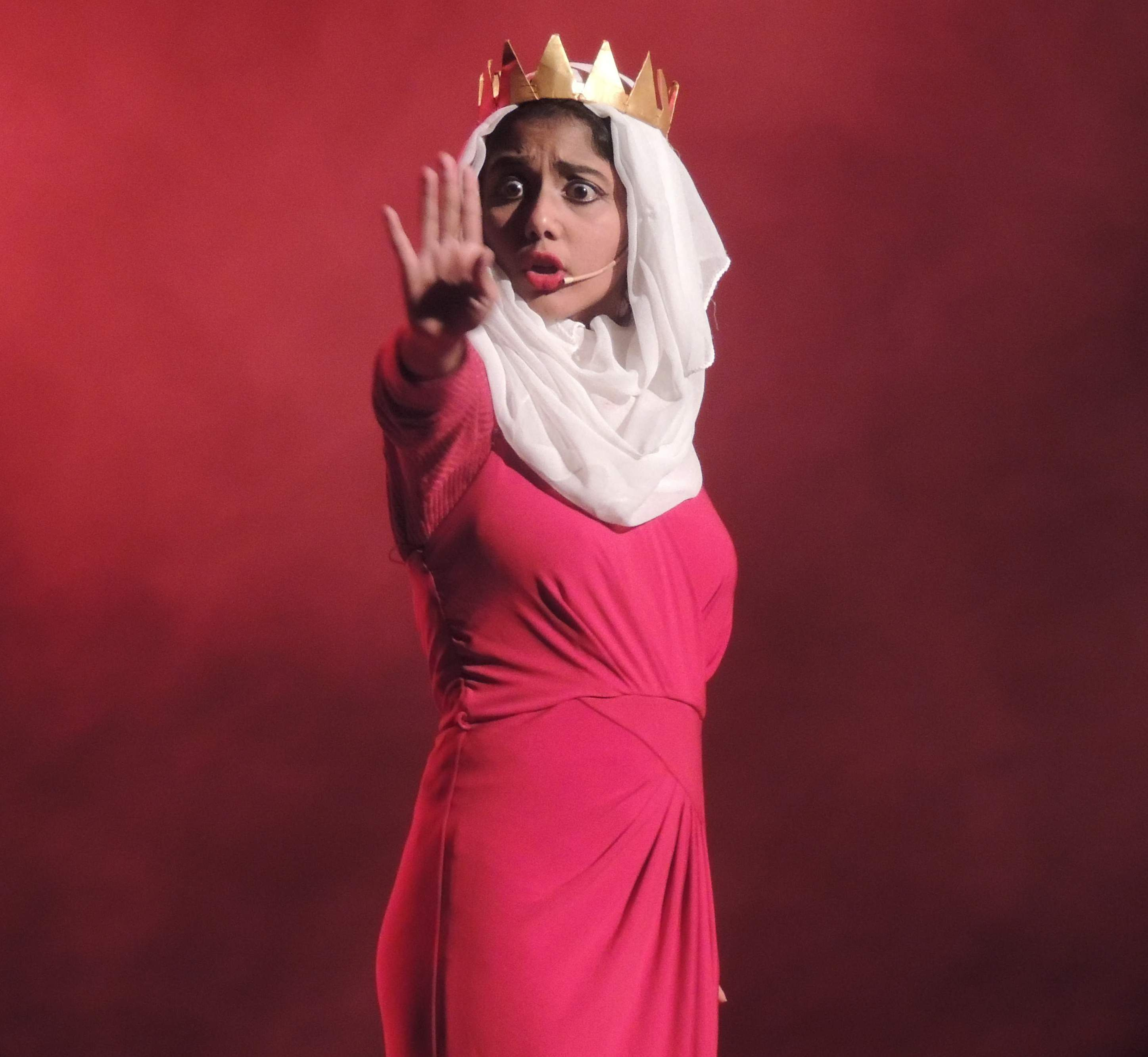
Extrait de Macbeth, exemple de dramaturgie.

La dramaturgie, du grec δρᾶμα / dráma, « action, pièce de théâtre, drame » , est l’art de transformer une histoire, vraie ou imaginaire, en un récit construit, comportant un ou des personnages en action. Au théâtre, la dramaturgie est l’art du récit représenté, dans le cadre d’un spectacle vivant.
N.B. : Il ne faut pas confondre le terme « dramatique », qui signifie « conforme aux règles de la dramaturgie » et qui peut être le récit d’une histoire avec une fin heureuse ou malheureuse, avec « tragique », qui reflète systématiquement l'idée de malheur. Ce n'est que par abus de langage que les deux termes ont été confondus.

## Histoire
Dans le canon occidental, un traité fondateur est la Poétique du Grec Aristote, écrit vers 350 av. J.-C. Dans cette œuvre, Aristote étudie la tragédie et l’épopée. Il établit ses conclusions en observant les écrivains grecs de son époque. La tragédie était son sujet d'intérêt principal et il considérait Oidípous Týrannos comme la quintessence de l'œuvre dramatique.
Aristote voit le drame comme une sous-section de la poésie, mais, il analyse aussi les relations entre les personnages et l'action, les dialogues, l'intrigue et l'histoire. Il fournit des exemples de bonnes intrigues et examine les réactions que provoque le jeu des comédiens sur l'audience. Nombre de ses règles sont souvent associées au drame dit « aristotélicien », qui ignore le deus ex machina, où l'action est structurée économiquement. De nombreux concepts de base du drame, comme les anagnorisis et catharsis, sont analysés dans la Poétique. Le drame contient six éléments : complot, thème, personnages, langage, rythme et spectacle.

## Description
La dramaturgie peut également être définie plus généralement comme la mise en place d'une histoire ou d'éléments sous une forme qui peut être jouée. Elle établit une structure plus ou moins implicitement à l'œuvre dans la représentation. Le travail d'un dramaturge peut souvent être défini comme l'élaboration d'une œuvre plutôt que sa simple écriture, ou l'accompagnement du travail de réflexion préliminaire aux côtés d'un metteur en scène. Dans le cas de la mise en scène d'un texte déjà écrit, le travail de la dramaturgie consistera le plus souvent en la recherche de sources permettant d'éclairer les circonstances d'élaboration du texte initial, ou de révélation des intentions de l'auteur et des pistes possibles pour en rendre compte par la mise en scène. Dans le cas d'un spectacle dont le texte est à écrire, par le dramaturge travaillant avec le metteur en scène ou un autre auteur, la dramaturgie consistera à définir le cadre général du spectacle et à permettre au texte d'être établi au plus près des intentions du metteur en scène. On peut donc définir la dramaturgie comme le travail faisant le lien implicite entre les intentions du ou des auteurs et les désirs (voire impératifs) scéniques du metteur en scène.
Discipline toujours prégnante au théâtre en Allemagne à la suite de l'héritage Brechtien, elle s'est peu à peu effacée en France au profit de la scénographie, la dramaturgie étant le plus souvent prise en charge par le metteur en scène, alors que les dramaturges sont toujours au centre du processus théâtral en Allemagne ou en Angleterre[réf. souhaitée].

### Anecdote, Histoire et Récit
L'anecdote, élément constituant de la vie de tous les jours, ne saurait être suffisante dans la structure d'une pièce, si ce n'est pour caractériser certains personnages. Elle dépeint une expérience triviale de la vie de tous les jours, qui ne permet pas au public d'être amené à payer pour la suivre sans raison dans une salle de théâtre. Il faut une histoire, thème universel, auquel le public peut s'identifier, partageant en auditeur les situations conflictuelles d'un protagoniste. La variété des histoires est limitée en nombre. C'est pourquoi, le récit vient modifier, rafraîchir, donner une tonalité particulière pour renouveler l'histoire et l'inscrire dans un contexte plus moderne et plus accessible au public. L'élément essentiel qui différencie l'anecdote de l'histoire est l'idée de transformation que le protagoniste traverse au fil des conflits. Cette transformation est au sens figuré ou au sens littéral. Si le protagoniste est le même entre le début et la fin de l'histoire, c'est que l'expérience qu'il vient de vivre ne l'a pas réellement affecté et qu'elle est donc sans intérêt.
Au début, une idée peut inspirer l'auteur, mais il faut qu'il la travaille et prenne des notes en se remuant les méninges (« brainstorming »), dans le but de trouver son sujet. Parfois, c'est la page blanche. Il est utile parfois de commencer l'histoire par la fin pour remonter jusqu'au début, se fixer des contraintes pour désamorcer certaines scènes, essayer des réactions inverses. De toute manière, « écrire, c'est réécrire » disait Hemingway, donc, il faut essayer plusieurs options.
Souvent, les nouvelles ou les sketches disposent d'une accroche et d'une chute, mais ce sont des éléments insuffisants pour constituer une histoire où la progression dans la tension dramatique se fait sur la longueur, avec une multiplicité de conflits. Le conflit est le principe de base de la dramaturgie ! Un personnage tente d'atteindre un objectif mais rencontre des obstacles, ce qui crée du conflit et de l'émotion, à la fois pour le personnage et pour le spectateur.
L'auteur constitue un canevas, détermine en plus du thème universel et de l'axe (ou angle), la problématique (ce que le protagoniste ne veut absolument pas faire mais à laquelle il est obligé de réagir malgré lui), les enjeux (ce qu'il risque de perdre), la morale de l'histoire (le message de l'auteur à travers l'expérience du protagoniste) et le fil narratif (les étapes de l'histoire).

### La répartition de l'information
L'émotion dépend du moment où le spectateur apprend l'information. On pourrait aussi dire qu'une information n'a de teneur que par rapport à une autre. Différents termes existent pour déterminer l'information dont disposent ou pas, le protagoniste et le spectateur :
- L'identification : Le spectateur dispose des mêmes informations que le protagoniste, sans être obligatoirement d'accord avec ses méthodes.
- L'intrigue : Le protagoniste semble savoir ce qu'il fait, mais pas le spectateur.
- Le mystère : Information ignorée totalement du protagoniste comme du spectateur.
- L'ironie dramatique : L'information est ignorée du protagoniste mais connue du spectateur, qui est placée dans une situation dominante, de ce fait.

### Les masques archétypaux ou fonctions dramaturgiques des personnages
Chaque personnage a une fonction dans l'histoire appelée aussi « masque archétypal ». Un archétype est un concept universel. Chaque culture de quelque période historique que ce soit comporte les mêmes archétypes. Chaque masque archétypal est la fonction d'un personnage à un moment donné. Il est possible d'en changer ! Néanmoins, trop de changements risqueraient de plonger le spectateur dans la confusion. De nombreux masques archétypaux existent, en voici les plus courants :
- Le protagoniste ou le personnage principal :

1. le « relais » est une substitution du personnage de protagoniste par un autre personnage
2. le « duo inséparable », qui permet d'éviter les monologues ; mais les monologues sont un procédé dramaturgique accepté au théâtre.
3. l'antihéros.

Le relais, duo inséparable et antihéros sont des variantes du protagoniste classique, qui doit se transformer au fil de l'histoire, et c'est son histoire que l'on raconte.
- Le catalyseur ou héros transcendé : À la différence du protagoniste, qui doit se transformer, le catalyseur est déjà accompli ; il ne change pas mais transforme les personnages autour de lui.
- L'antagoniste ou rival : Ses objectifs sont contraires à ceux du protagoniste ; il ne veut pas sa mort, mais simplement montrer sa dominance sur lui.
- L'ombre ou l'ennemi juré : Il veut la mort du personnage principal, et ce, de la manière la plus délectable qui soit pour lui.
- Le gardien du seuil : Complice privilégié de l'Ombre, il permet à ce dernier de jauger la menace que représente le protagoniste. Il incarne le cap qui lance le protagoniste dans l'histoire ou le point de non-retour.
- Le messager : Il apporte une information cruciale au protagoniste, soit pour le lancer dans l'aventure, soit pour lui annoncer une terrible nouvelle.
- Le mentor ou la bonne fée (prédicament, pourvoyeur, guide spirituel) : Le mentor éduque, forme ou protège le protagoniste qui est moins expérimenté que lui. Trois incarnations du mentor existent tels que :

1. le prédicament, qui annonce les interdits du protagoniste, que ce dernier va invariablement bafouer.
2. le pourvoyeur, qui fournit le protagoniste en gadgets ou en objets magiques divers, qui vont l'aider dans sa quête.
3. le guide spirituel, qui donne des renseignements sur l'univers ou sur la marche à suivre au protagoniste.

- Le génie farceur : Incarnation d'un être surpuissant, qui veut s'amuser avec le protagoniste, lui donner une leçon, lui rappeler que l'humour et la légèreté peuvent aider à surmonter les épreuves de la vie.
- Le candide : Il est l'incarnation du comique de service, qui plonge le protagoniste dans la difficulté malgré lui, mais qui peut aussi désamorcer certaines situations inextricables, par le truchement du soulagement comique. C'est un éternel optimiste comme l'œuvre littéraire du même nom, face à des situations horribles.
- La mégère ou la méchante marâtre : Elle rend la vie du protagoniste insupportable, ce qui le pousse à partir en aventure.
- Le personnage protéiforme (la créature de rêve, le personnage central, le personnage ambigu) : Personnage aux formes multiples, dont on ne sait s'il est gentil ou méchant, après lequel court le protagoniste.
- L'allié ou l'adjuvant : Il dispose des mêmes objectifs que le protagoniste et lui est dévoué corps et âme.
- L'éternel enfant : Incarnation de la part d'enfant, présent en chacun de nous, il représente la capacité à s'émerveiller et l'innocence.

### Les types de dialogue
La terminologie dramaturgique permet de mettre des mots sur les nombreux aspects d'une histoire et d'un récit. Elle aide à formuler certains concepts, mais ne garantit en rien l'efficacité d'un récit.
Différents types de dialogue existent :
- Le dialogue d'exposition : Il trahit le contexte social, historique et culturel du monde (exemple : « Sur la route de Corinthe, un homme s'approche ! »).
- Le dialogue de caractère : Il trahit l'origine et la vraie nature du personnage, tel qu'un personnage qui reprend son accent espagnol naturel lorsqu'il s'énerve.
- Le dialogue de comportement : Il dénote le vernis social, les codes sociaux du personnage (exemple : « Enchanté de vous connaître »).
- Le dialogue d'action : Il accompagne l'action ou invite à effectuer une action physique (exemple : « Haut les mains ! »).